# Bob Barker
Robert William „Bob” Barker (n. 12 decembrie 1923, Darrington⁠(d), Washington, SUA – d. 26 august 2023, Hollywood Hills, California, SUA) a fost producător american de televiziune între anii 1956 și 1975 și prezentator de televiziune, fiind între 1972 și 2007 gazda emisiunii The Price Is Right.
În 2007, Barker s-a retras din televiziune după 50 de ani de succes, iar după moartea soției sale, Dorothy Jo, Bob a devenit un apărător și un activist al drepturilor animalelor, activând la The United Activists for Animal Rights și the Sea Shepherd Conservation Society. Motivația sa a fost de a continua acțiunile soției sale privind drepturile animalelor.
Fundația lui Baker numită DJ&T Foundation a contribuit cu milioane de dolari la salvarea animalelor. În 2004, Barker a donat 1 milion de dolari către Columbia University School of Law pentru studiul drepturilor animalelor, pentru studii clinice și legislația mediului înconjurător. A militat pentru drepturile animalelor din grădinile zoologice.
În ianuarie 2010, Sea Shepherd Conservation Society a anunțat că a fost cumpărată o navă maritimă pentru a se interpune vânării de balene de către japonezi pe oceanele din emisfera sudică. Barker a furnizat 5 milioane dolari pentru achiziția navei, nava primind numele "the MY Bob Barker". Existența navei a fost un secret până ce, cu ajutorul ei, a fost descoperită locația flotei japoneze de vânat balene. Tot din 2010, nava a fost însoțită și de un elicopter, numit "the Nancy Burnet" (după numele președintei United Activists for Animal Rights. Din martie 2010, PETA a anunțat o donație de 2,5 milioane dolari din partea lui Barker, pentru a deschide o reprezentanță în Los Angeles.
Robert William „Bob” Barker a fost un exemplu elocvent despre activism internațional în societatea civilă.